# Enchoptera apicalis
Enchoptera apicalis är en skalbaggsart som beskrevs av Saunders 1850. Enchoptera apicalis ingår i släktet Enchoptera och familjen långhorningar. Inga underarter finns listade i Catalogue of Life.